# Электронная доска объявлений
Электро́нная доска́ объявле́ний — сайт, на котором размещаются объявления.
Первоначально это понятие относилось исключительно к технологии BBS, которой пользовались с помощью MS-DOS для получения пакетов электронных писем от групп других пользователей. Аббревиатура BBS означает bulletin board system, то есть «система досок объявлений». В Фидонете электронные доски объявлений на базе массивов отдельных BBS стали известны под названием «эхоконференции». В Юзнете аналогичная технология — NNTP — стала известна под названием «ньюзгруппы». В последующем с развитием Интернета эта технология приняла вид веб-форумов, блогов и соцсетей, также возникли чаты, основанные на мгновенной передаче коротких сообщений.
По мере распространения Интернета появилось множество сайтов, вполне аналогичных обычным бытовым доскам объявлений или же рекламным газетам. Они унаследовали название электронных досок объявлений (однако аббревиатура BBS в отношении подобных русскоязычных ресурсов употребляется редко). Их содержимое представляет собой набор объявлений коммерческого и/или некоммерческого характера и размещается как на платной, так и на бесплатной основе, в зависимости от конкретного сайта. Многие рекламные компании, имеющие бумажные издания и работающие в сфере теле- и радиорекламы, создают и поддерживают также собственные электронные доски объявлений.

## Принципы работы
Электронная доска объявлений функционально подобна обыкновенной: это сайт, где каждый желающий может вывесить своё объявление, а все посетители сайта — прочитать его. Электронная доска объявлений, как правило, поделена на несколько тематических разделов, согласно содержанию объявлений.
Большинство электронных досок — бесплатные. Для размещения своего объявления пользователю нужно лишь ввести в специальной форме его тему, своё имя/псевдоним либо название организации, а также координаты: адрес электронной почты, почтовый адрес, телефон, URL своего сайта и т. п. (набор данных зависит от конкретного ресурса). Как правило, отображаются только имена авторов и темы объявлений, а для просмотра полного текста объявления пользователь должен щёлкнуть по ссылке, ведущей к нему.
В некоторых досках объявления могут подавать только зарегистрированные пользователи, в некоторых — все. Сейчас в интернете существует тысячи и даже десятки тысяч досок объявлений. Обычно каждая из них посвящается какому-либо отдельному виду объявлений. Существуют национальные доски объявлений, предназначеных для жителей конкретной местности.
Электронные доски объявлений бывают двух видов: модерируемые (те, у которых есть так называемый модератор — человек, контролирующий работу этой доски) и немодерируемые — работающие автоматически.
Большинство досок объявлений в интернете предполагают размещение объявлений о продаже и покупке товаров и услуг. Но есть и такие сервисы, которые предлагают размещать объявления о передачи различных вещей в дар, а также о поиске новых хозяев для домашних животных, которые передаются в добрые руки безвозмездно. Бесплатные объявления — это наилучший способ заявить о себе, своих товарах и услугах в сети Интернет. На страницах досок объявлений представлены тысячи бесплатных объявлений о недвижимости, авто, услугах, поиске работы, знакомствах, покупке и продаже оборудования, компьютеров, средств связи и прочему.
Доски объявлений позволяет разместить объявление с фотографией и без дополнительной регистрации.
Вы можете разместить не только бесплатное объявление, но и объявление на коммерческой основе — для максимальной эффективности.

## Способы повышения эффективности объявлений
Повысить эффективность объявления можно, добавив подробное описание товара или услуги, фотографии, а также точную стоимость товара, его местонахождение и условия доставки. Рекомендуется указывать в объявлении максимальное число контактов, среди которых может быть номер телефона, адрес электронной почты и ICQ. Используя в заголовке и тексте объявления ключевые слова, можно добиться того, что объявление начнет выводиться в поисковых машинах на первой странице результатов поиска по указанным словам. Это позволит привлечь на страницу объявления посетителей из поисковых машин.
Во многих случаях размещение объявления только на одной доске не приносит желаемого эффекта. Поэтому имеет смысл, как и при использовании бытовых досок, разместить объявления на нескольких ресурсах сразу. В тех случаях, когда ожидаемый эффект достигается размещением на менее, чем десяти досках, это можно делать вручную. Если же смысл объявления состоит в охвате как можно более широкой аудитории, то желательно разместить его сразу на десятках электронных досок, и здесь уже необходимы средства автоматизации данной работы.
Кроме того наибольшим вниманием потребителей пользуются те объявления, которые располагаются на самой первой странице электронной доски. Сортировка же сообщений (объявлений) производится самым простым способом — по дате поступления, то есть более старые сообщения непрерывно смещаются на вторую, третью страницы, и далее. Поэтому необходимо бывает при регулярной публикации объявлений следить за постоянным возобновлением своего сообщения на первой странице.
Обе проблемы решаются при использовании каталогов электронных досок и специальных программ для автоматической рассылки объявлений сразу на большое количество досок — от десятков до сотен, а также сайтов, на которых находятся онлайновые версии таких программ.
Но в последнее время в связи с большим количеством появления web-бордов (досок объявлений) стоит обратить особое внимание на некоторые критерии при подаче объявления на них. Во-первых, доска объявлений должна иметь региональную привязанность; если таковая отсутствует, то лучше с этим сайтом не работать, он не модерируется и содержит много «мусорных» сообщений. Во-вторых, каждое объявление должно располагаться на отдельной странице, оптимизированной под поисковики. Тогда ваше объявления увидят не только пользователи доски, но и люди с поисковых систем, интересующиеся конкретным товаром или услугой.

## Интернет-сервисы, связанные с досками объявлений
Существуют специальные веб-сервисы, работающие с досками объявлений.
Также существуют и специализированные доски объявлений, администрацией которых приветствуется добавление строго тематических объявлений по одной или нескольким отраслям промышленности, видам товаров или услуг.